# Erik Söderblom
Erik Arne Söderblom, född 14 augusti 1958 i Helsingfors, är en finländsk regissör och dirigent. Han är son till Ulf Söderblom och bror till Jan Söderblom.
Söderblom var 2001–2010 professor i scenframställning vid svenska institutionen för skådespelarkonst vid Teaterhögskolan och prorektor från 2005. Han inledde sin konstnärliga bana som musiker och dirigent för orkestern Helsingfors kammarstråkar, samtidigt som han studerade vid Teaterhögskolan. Han har studerat bland annat piano- och cellospel samt musikteaterregi i Finland och utomlands. Efter att ha utexaminerats från Teaterhögskolans regilinje var han 1988–1990 regissör vid Åbo stadsteater. Sedan 1991 har han arbetat för lilla Q-teatteri i Helsingfors, 1996–2001 som teaterns ordförande. Där gjorde han en rafflande tolkning av Fjodor Dostojevskijs Anteckningar ur ett källarhål (Kellari, 1995),och regisserade William Shakespeares Hamlet 1995 och Lev Tolstojs Krig och fred 1996. Han är en av bakgrundskrafterna för Baltic Circle för fria teatrar i Östersjöområdet och är också Baltic Circle-teaterfestivalens konstnärliga ledare. Han utsågs 2009 till chef för Helsingfors festspel.
Utom regier för teater, opera och radioteater har Söderblom skrivit pjäser, till exempel med Antti Hietala, bland annat Eikä minulta mitään puutu, Q-teatern 1991. Redan 1988 regisserade han Jean Genets Balkongen för Teater Mars. Han har regisserat uruppföranden vid Finlands nationalopera, Lars Karlssons Rödhamn och Tapio Tuomelas Mödrar och döttrar och i september 2006 Juha Siltanens och Mikko Heiniös opera Ormens timme som baserar sig på Lars Huldéns novell Löfska papper. Mest uppmärksamhet väckte han med storspektaklet Den flygande holländaren vid Aura å (augusti 2005), som han regisserade. Det var en unik audiovisuell upplevelse, med sångare i världsklass. Humoristiska spektakel är honom inte heller främmande, han regisserade till exempel i Åbo slott operan Brudgummar på prov, till Wolfgang Amadeus Mozarts musik.